# 4505 Okamura
4505 Okamura este un asteroid din centura principală, descoperit pe 20 februarie 1990 de Tsutomu Seki.